# Huidong (Huizhou)

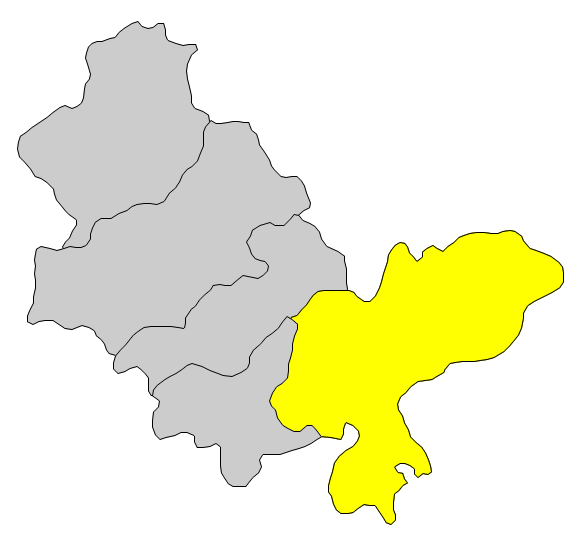
Lage des Kreises Huidong innerhalb des Verwaltungsgebietes von Huizhou

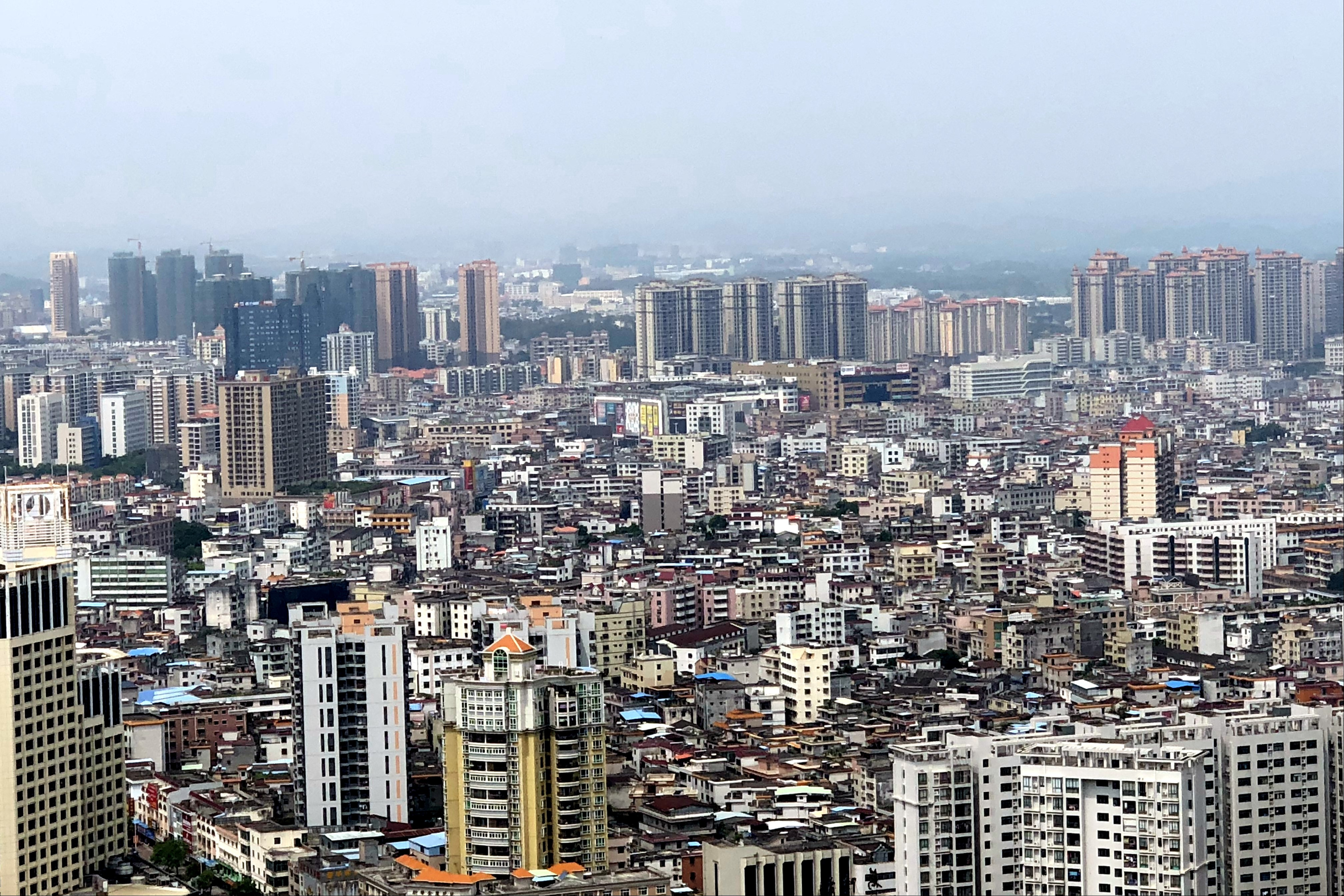
Huidong, vom Berg Fei'eling aus gesehen.

Der Kreis Huidong (chinesisch 惠东县, Pinyin Huìdōng Xiàn) ist ein Kreis in der südchinesischen Provinz Guangdong. Er gehört zum Verwaltungsgebiet der bezirksfreien Stadt Huizhou. Huidong hat eine Fläche von 3.527 km² und zählt 1.018.076 Einwohner (Stand: Zensus 2020).

## Administrative Gliederung
Auf Gemeindeebene setzt sich der Kreis aus einem Straßenviertel und zwölf Großgemeinden zusammen. 